# 1908 w muzyce
Wydarzenia muzyczne w 1908 roku.

## Urodzili się
- 1 stycznia – Bill Tapia, amerykański muzyk portugalskiego pochodzenia (zm. 2011)
- 6 stycznia – Swiatosław Knuszewicki, rosyjski wiolonczelista (zm. 1963)
- 26 stycznia – Stéphane Grappelli, francuski kompozytor, aktor i skrzypek jazzowy (zm. 1997)
- 28 stycznia – Paul Misraki, francuski kompozytor muzyki filmowej (zm. 1998)
- 12 lutego – Julian Skriabin, rosyjski kompozytor muzyki klasycznej, syn Aleksandra Skriabina (zm. 1919)
- 22 lutego – Claude Williams, amerykański skrzypek jazzowy (zm. 2004)
- 27 lutego – Krzysztof Borzędowski, polski kompozytor, historyk, muzykolog (zm. 1991)
- 15 marca – Barbara Iglikowska, polska śpiewaczka i pedagog (zm. 1995)
- 18 marca – Roman Kuklewicz, polski dyrygent (zm. 1984)
- 31 marca – Jerzy Gert, polski dyrygent i kompozytor (zm. 1968)
- 2 kwietnia – Bernard Gavoty, francuski organista i pisarz muzyczny (zm. 1981)
- 5 kwietnia
  - Herbert von Karajan, austriacki dyrygent (zm. 1989)
  - Helmut Koch, niemiecki dyrygent (zm. 1975)
- 6 kwietnia – Wano Muradeli, radziecki kompozytor (zm. 1970)
- 7 kwietnia – Percy Faith, kanadyjski kompozytor, aranżer i dyrygent (zm. 1976)
- 11 kwietnia – Karel Ančerl, czeski dyrygent (zm. 1973)
- 19 kwietnia – Joseph Keilberth, niemiecki dyrygent (zm. 1968)
- 20 kwietnia – Lionel Hampton, amerykański jazzman, wibrafonista (zm. 2002)
- 6 maja – Necil Kazım Akses, turecki kompozytor (zm. 1999)
- 7 maja – Józef Beer, polski kompozytor operowy (zm. 1987)
- 13 maja
  - Maria Drewniakówna, polska śpiewaczka operowa (sopran) (zm. 2014)
  - Eugen Kapp, radziecki i estoński kompozytor i pedagog (zm. 1996)
- 14 maja – Halina Sembrat, polska pianistka i kompozytorka (zm. 1974)
- 15 maja – Lars-Erik Larsson, szwedzki kompozytor (zm. 1986)
- 24 maja – Julian Pulikowski, polski muzykolog, założyciel Centralnego Archiwum Fonograficznego (zm. 1944)
- 5 czerwca – Szaul Berezowski, polski kompozytor, pianista, dyrygent pochodzenia żydowskiego (zm. 1975)
- 7 czerwca – Margherita Carosio, włoska śpiewaczka (sopran liryczno-koloraturowy) (zm. 2005)
- 12 czerwca – Marina Siemionowa, rosyjska primabalerina, nauczycielka tańca, uznawana za legendę rosyjskiego baletu (zm. 2010)
- 14 czerwca
  - Bernd Aldenhoff, niemiecki śpiewak operowy (tenor) (zm. 1959)
  - Marian Sobieski, polski muzykolog, etnograf (zm. 1967)
- 21 czerwca – Stefan Witas, polski aktor estradowy, piosenkarz i śpiewak (zm. 2006)
- 24 czerwca – Hugo Distler, niemiecki organista i kompozytor (zm. 1942)
- 1 lipca – Peter Anders, niemiecki śpiewak operowy (tenor) (zm. 1954)
- 8 lipca – Louis Jordan, amerykański muzyk jazzowy i bluesowy oraz r’n’b (zm. 1975)
- 14 lipca
  - Małgorzata Doliwa-Dobrowolska, polska pianistka, pedagog muzyczny (zm. 1990)
  - Bernard Nowacki, polski śpiewak operowy (baryton) (zm. 1995)
- 20 lipca – Maksymilian Kubacki, polski nauczyciel, muzyk, dyrygent chórów i orkiestr, społecznik (zm. 1984)
- 21 lipca – Zbigniew Turski, polski kompozytor i dyrygent (zm. 1979)
- 30 lipca – Maria Kaczurbina, polska kompozytorka i pedagog; współautorka elementarza muzycznego (zm. 1976)
- 1 sierpnia – Miloslav Kabeláč, czeski kompozytor i dyrygent (zm. 1979)
- 12 sierpnia – Nina Makarowa, rosyjska kompozytorka i pianistka (zm. 1976)
- 17 sierpnia – Kurt Hessenberg, niemiecki kompozytor (zm. 1994)
- 31 sierpnia
  - Czesław Halski, polski poeta, pisarz, spiker radiowy, krytyk muzyczny, kompozytor, biograf (zm. 2001)
  - Janina Strzembosz, polska tancerka, choreograf, pedagog, publicystka, pianistka, dyrygent, reżyserka (zm. 1991)
- 10 września – Raymond Scott, amerykański kompozytor, pianista, inżynier, wynalazca elektronicznych instrumentów muzycznych (zm. 1994)
- 13 września – Chu Berry, amerykański saksofonista jazzowy (zm. 1941)
- 15 września – Fred Adison, francuski dyrygent, wokalista jazzowy i perkusista (zm. 1996)
- 25 września – Eugen Suchoň, słowacki kompozytor (zm. 1993)
- 28 września – Marin Goleminow, bułgarski kompozytor, dyrygent i pedagog (zm. 2000)
- 30 września – Dawid Ojstrach, rosyjski skrzypek pochodzenia żydowskiego (zm. 1974)
- 1 października
  - Umar Dimajew, czeczeński akordeonista i kompozytor (zm. 1972)
  - Herman David Koppel, duński kompozytor i pianista pochodzenia żydowskiego (zm. 1998)
- 10 października – John Green, amerykański dyrygent i kompozytor, twórca muzyki filmowej (zm. 1989)
- 19 października
  - Zofia Lissa, polska muzykolog (zm. 1980)
  - Geirr Tveitt, norweski kompozytor i pianista (zm. 1981)
- 21 października
  - Howard Ferguson, irlandzki kompozytor, pianista, pedagog i muzykolog (zm. 1999)
  - Aleksander Schneider, amerykański skrzypek pochodzenia żydowskiego (zm. 1993)
- 2 listopada – Bunny Berigan, amerykański trębacz jazzowy (zm. 1942)
- 5 listopada – Jan Chorosiński, polski folklorysta, zbieracz oraz popularyzator pieśni powstańczych i ludowych, kompozytor, działacz muzyczny i śpiewacki (zm. 1997)
- 19 listopada – Jean-Yves Daniel-Lesur, francuski kompozytor (zm. 2002)
- 21 listopada – Waleria Żarnoch, polska śpiewaczka ludowa, poetka, gawędziarka (zm. 1988)
- 2 grudnia – Sylwester Czosnowski, polski dyrygent i pedagog muzyczny (zm. 1970)
- 10 grudnia – Olivier Messiaen, francuski kompozytor, organista, nauczyciel, z zamiłowania ornitolog (zm. 1992)
- 11 grudnia – Elliott Carter, amerykański kompozytor (zm. 2012)
- 12 grudnia – Gustav Ernesaks, radziecki i estoński kompozytor, dyrygent i pedagog (zm. 1993)
- 13 grudnia – Leon Witkowski, polski muzykolog i filolog klasyczny, wykładowca uniwersytecki (zm. 1992)
- 28 grudnia – Felicja Blumental, polska pianistka i klawesynistka (zm. 1991)

## Zmarli
- 22 stycznia – August Wilhelmj, niemiecki skrzypek i kompozytor (ur. 1845)
- 23 stycznia – Edward MacDowell, amerykański kompozytor i pianista epoki romantyzmu (ur. 1860)
- 28 lutego – Pauline Lucca, austriacka śpiewaczka operowa (sopran) (ur. 1841)
- 12 marca – Clara Novello, brytyjska śpiewaczka operowa (sopran) (ur. 1818)
- 5 czerwca – Luca Fumagalli, włoski kompozytor i pianista (ur. 1837)
- 20 czerwca – Federico Chueca, hiszpański kompozytor (ur. 1846)
- 21 czerwca – Nikołaj Rimski-Korsakow, rosyjski kompozytor (ur. 1844)
- 5 lipca – Emil Bohn, niemiecki muzykolog, organista, dyrygent i kompozytor (ur. 1839)
- 14 lipca – William Mason, amerykański kompozytor i pianista (ur. 1829)
- 20 sierpnia – Louis Varney, francuski kompozytor (ur. 1844)
- 13 września – Edmund Kretschmer, niemiecki kompozytor i organista (ur. 1830)
- 20 września – Pablo Sarasate, hiszpański skrzypek i kompozytor (ur. 1844)
- 21 września – Atanas Badew, macedoński lub bułgarski kompozytor i pedagog, autor utworów muzyki cerkiewnej, pieśni dziecięcych i aranżacji utworów ludowych (ur. 1860)
- 27 września – Anna Grobecker, niemiecka aktorka teatralna, śpiewaczka operowa (mezzosopran) (ur. 1829)
- 24 grudnia – François Auguste Gevaert, belgijski historyk i teoretyk muzyki, kompozytor (ur. 1828)